# Attentato al bus di Megiddo
L'attentato al bus di Megiddo fu l'attentato suicida avvenuto in un autobus Egged all'incrocio di Megiddo, nel nord di Israele, il 5 giugno 2002. 17 persone furono uccise e 43 ferite, la maggior parte dei quali soldati dell'IDF.
La Jihad islamica palestinese rivendicò la responsabilità per l'attacco.

## L'attentato
Il 5 giugno 2002 un attentatore suicida palestinese guidò un furgone Renault carico di dozzine di chilogrammi di esplosivo fino all'autostrada 65. All'altezza dell'incrocio di Megiddo, si avvicinò all'autobus Egged numero 830, pieno di passeggeri, in viaggio da Tel Aviv a Tiberiade. Alle 7:15, l’attentatore fece esplodere l'ordigno vicino al serbatoio del carburante dell'autobus, facendolo scoppiare in fiamme. Secondo un membro dell'equipaggio di soccorso, le persone furono scaraventate fuori dall'autobus dalla forza dell'esplosione e i soccorritori non poterono salire a bordo del veicolo immediatamente a causa del caldo estremo.
L'esplosione uccise 13 soldati israeliani e 4 civili. 43 passeggeri rimasero feriti, la maggior parte dei quali soldati.

### Vittime
- Cpl. Liron Avitan, 19 anni, di Hadera;[5]
- Cpl. Avraham Barzilai, 19 anni, di Netanya;
- Cpl. Dennis Blumin, 20 anni, di Hadera;
- St.-Sgt. Eliran Buskila, 21 anni, di Hadera;
- St.-Sgt. Zvi Gelberd, 20 anni, di Hadera;
- Sgt. Violetta Hizgayev, 20 anni, di Hadera;
- St.-Sgt. Ganadi Issakov, 21 anni, di Hadera;
- Sgt. Sariel Katz, 21 anni, di Netanya;
- Cpl. Vladimir Morari, 19 anni, di Hadera;
- Sgt. Yigal Nedipur, 22 anni, di Netanya;
- Sgt. Dotan Reisel, 22 anni, di Hadera;
- St.-Sgt. David Stanislavksy, 23 anni, di Netanya;
- Sgt. Sivan Wiener, 19 anni, di Holon;
- Sion Agmon, 50 anni, di Hadera;
- Adi Dahan, 17 anni, di Afula;
- Shimon Timsit, 35 anni, di Tel Aviv;
- Eliyahu Timsit, 32 anni, di Sderot - identificato nel dicembre 2002.

## Conseguenze
Dopo l'attacco, la Jihad islamica palestinese rivendicò la responsabilità per esso e dichiarò che l'attacco era stato effettuato da un palestinese di 16 anni di nome Hamza Samudi, originario di Jenin e che aveva preso lezioni di guida quattro giorni prima dell'attacco, in particolare per questa missione. In risposta, le forze israeliane misero nuovamente sotto assedio Yasser Arafat nel suo complesso di Ramallah.